# نادي ترغكانو
نادي ترغكانو لكرة القدم هو نادي ماليزي ويمثل إقليم ترغكانو في دوري السوبر الماليزي. يقع مقر النادي في كوالا ترغكانو، ماليزيا. كان الملعب السابق للفريق ملعب السلطان إسماعيل ناصر الدين شاه لكنه انتقل مؤخرا إلى استاد السلطان ميزان زين العابدين الذي يتسع لحوالي 50 ألف متفرج.